# Ficus jaramilloi
Ficus jaramilloi är en mullbärsväxtart som beskrevs av Armando Dugand. Ficus jaramilloi ingår i släktet fikonsläktet, och familjen mullbärsväxter. Inga underarter finns listade i Catalogue of Life.